# Putranjiva zeylanica
Putranjiva zeylanica là một loài thực vật có hoa trong họ Putranjivaceae. Loài này ban đầu được phân loại vào năm 1866 bởi Müll.Arg., dựa trên công trình trước đó của Thwaites.